# کریستیانا اوگونسانیا
کریستیانا اوگونسانیا (به انگلیسی: Christianah Ogunsanya،  زادهٔ ۱۲ ژانویهٔ ۲۰۰۲) یک کشتی‌گیر زن آزادکار اهل کشور نیجریه است. وی سابقه حضور در المپیک ۲۰۲۴ پاریس را دارد.  